# Años 720
Los años 720 o década del 720 empezó el 1 de enero del 720 y terminó el 31 de diciembre del 729. 

## Acontecimientos
- Beda el venerable escribe su Historia Ecclesiastica Gentis Anglorum.